# Большой отрыв Б.О.Б.а
«Большой отрыв Б. О. Б.а» (англ. B.O.B.’s Big Break) — короткометражный анимационно-компьютерный фильм киностудии DreamWorks Animation, который является приквелом мультфильма «Монстры против пришельцев». Его премьера состоялась 29 сентября 2009 года

## Сюжет
Доктор Таракан и Недостающее Звено решили использовать Б. О. Б. а для очередной попытки побега, поскольку у него день рождения. Но после того, как Б. О. Б. проглотил торт (с бомбой внутри), он стал читать мысли остальных! Монстры решают выведать у Воякера местоположение секретной двери выхода…

## Роли озвучивали
- Сет Роген — Б. О. Б.
- Уилл Арнетт — Недостающее Звено
- Хью Лори — Доктор Таракан
- Кифер Сазерленд — Капитан Воякер
- Майк Митчелл — Человек-Невидимка

## Русский дубляж
- Виктор Логинов — Б. О. Б.
- Пётр Иващенко — Недостающее Звено
- Александр Ревва — Доктор Таракан
- Александр Новиков — капитан Воякер
- Сергей Балабанов — человек-невидимка

Мультфильм дублирован на студии «Пифагор» в 2009 году.
- Режиссёр дубляжа и автор синхронного текста — Александр Новиков
- Переводчик — Павел Силенчук
- Диктор — Дальвин Щербаков